# Доказ
Доказ је расуђивање током којег се установљава истинитост или погрешност неког тврђења (суда, исказа, теореме). У доказу теореме се ослањамо на аксиоме, или на раније доказане теореме позивајући се при томе на дефиниције појмова. Зависно од метода докази се деле на:
- аналитичке (анализа);
- синтетичке (синтеза);
- индуктивне (индукција, математичка индукција);
- дедуктивне (аксиоматске, дедукција);
- доказ од супротног, свођење на противречност (апсурд, контрадикција).

У области права појам доказа се другачије дефинише и регулише (види Доказ (кривично процесно право).)